# 下田麻美
下田麻美（日语：／ Shimoda Asami，1986年1月30日—）是日本女性声優、歌手、舞台劇演員，鳥取縣出身。ARTSVISION所屬，是日本旁白演技研究所的優異生。暱稱有。身高158cm。

## 人物、來歷
- 決定演出出道作《偶像大師》時，根據第一印象是接受飾演水瀨伊織，但在以水瀨的形象試唱一次『Yeah! めっちゃホリディ』後才改為雙海亞美、真美。收錄當時（2003年）下田還只是17歲，是於鳥取縣一所高校讀書的女子高校生。而錄音需要於東京進行，因此經常要乘坐飛機、通宵巴士等往返兩地，錄音時有監護人陪同[1]。
- 於《偶像大師》選擇「雙海亞美／真美」演唱歌曲時，其中一句歌詞「溶解至盡」會被聽成而在玩家間引起話題。下田當初是純粹想在這歌上表現一些「調皮性感」的感覺而下意識用了「小節」的唱法，但是錄音時下田和工作人員均沒有留意到歌詞的「小節」，直到遊戲啟動後在收音機電台內收到聽眾的信後才發現的[1]。同曲，歌詞也用上了明顯的「小節」。其他還有許多小地方也因「小節」而有微小的變音。在2006年3月22日發售的CD「THE IDOLM@STER MASTERPIECE 04」中收錄的M@STER VERSION中完全不用「小節」，正確發音。在2006年7月23日的演唱會中與平田宏美共唱此曲時，故意唱成聚集焦點。於2007年1月25日發售的Xbox 360版《偶像大師》中，舊歌並沒有重新錄音，反而沿用街機版本而在網上再次引起話題。特別於影片分享網站NICONICO動畫當中成了熱門的曲子之一。為此，一部分的亞美真美的支持者為角色取了的暱稱。Xbox 360版的新曲「relations」也因為全曲用上了「小節」演唱，因此也戲稱為「演歌版」。而這次是和工作人員約好，故意唱出來的。
- 除了聲優，也是舞台劇演員。最初去觀看同事務所的前輩今井麻美的演出時被介紹入團（カプセル兵団）。但是在2007年2月，趁著的公開演出時發表暫時休止活動，不過在同年6月客串演出時再度開始演出。
- 2007年6月20日和同事務所的朋友狩野茉莉組成「elements」，同年8月舉行第一次演唱會[2]。
- 2007年11月7日，《DTM MAGAZINE》12月號公開下田麻美為大賣的音樂軟件VOCALOID 2角色主唱系列「初音未來」的第二作「鏡音鈴、連」提供原聲，而迅速成為話題，並和扯上關係[3]。
- 2009年6月10日發行首張個人名義的個人專輯「Prism 鏡音鈴、連 feat.下田麻美」，並於NICONICO動畫開設個人官方頻道。

## 演出作品

### 電視動畫
2006年
- 少女愛上姐姐（女學生）

2007年
- 精靈守護者（「孩子老大」的妹妹）
- Robby & Kerobby（兔、鬧鐘、小孩A、梅子、其他）
- 蘿莉的時間（男學生）
- D.C.II（學生）

2008年
- true tears（麻美、店員、一般學生E、女學生A）
- 十字架與吸血鬼（學生）
- 今天的五年二班（小泉千佳）
- 銀魂（松野一男、松野二男、松野三男、松野四男、松野五男、松野六男、松野七男、松野八男、松野九男、松野十男、松野十一男）※第106話

2009年
- 加奈日記（大塚）
- 黑執事（阿占）- 第19,20話、最終話
- 遊魂 -Kiss on my Deity-（河合亞芽里）

2010年
- B型H系（山田千夏）
- 妄想学生会（津田琴美）

2011年
- IS〈Infinite Stratos〉（凰鈴音）
- 偶像大師（雙海亞美、真美）

2012年
- 窮神（石蕗龍汰）
- 就算是哥哥，有愛就沒問題了，對吧（猿渡銀兵衛春臣）

2013年
- Q弟偵探因幡（佐佐木優太）
- 蘿球社！SS（四谷奈那）
- 進擊的巨人（納拿巴）
- IS〈Infinite Stratos〉2（凰鈴音）

2014年
- 妄想学生会＊（津田琴美）
- 星刻龍騎士（阿妮亞）
- 普通女高中生要做當地偶像（西深井沙織）
- 桃心之劍（櫛名田）

2015年
- 女武神驅動 -美人魚-（D5）

2016年
- 我太受歡迎了，該怎麼辦？（中野天音）

2017年
- 進擊的巨人 Season 2（納拿巴）

2018年
- 魔法使的新娘（夏农）
- 卡利古拉（亞莉亞）
- 輕羽飛揚（芹谷薰子[4]）
- CONCEPTION（柯蕾特[5]、阿克艾利亞斯）
- 傀儡馬戲團（海蓮）

### 網路動畫
2007年
- （雀兒喜）

2018年
- 異世界居酒屋～古都阿伊特力亞的居酒屋阿信～（白狐）[6]

### OVA
2007年
- 戰術魔法士（小孩）

2009年
- AIKa ZERO（白石香奈）
- OAD 今天的五年二班 放學後（小泉千佳）

2010年
- 文學少女 回憶篇III -戀愛少女的狂想曲-（小森 / 森紅樂樂）

2011年
- IS〈Infinite Stratos〉Encore 愛情戰火六重奏（凰鈴音）
- 妄想學生會（津田琴美）
  - 「歸來的妄想學生會」※第5卷限定版附DVD
  - 「不一般的大哥／辛苦的工作也能笑着完成小鈴很偉大啊（轟談）／妄想兒童會」※第6卷限定版附DVD
- 鳥取縣西部的民間故事（旁白、登場人物）

2012年
- 授業到天明chu!（加賀見優希）
- 妄想學生會（津田琴美）
  - 妄想學生會OVA
  - 「小狗／津田家的情況／直髮的話 頭髮擦著乳頭 會覺得很舒服哦」※第7卷限定版附DVD
- 眾神中的貓神（白崎蓮美）

2014年
- IS〈Infinite Stratos〉2 世界清除篇（凰鈴音）

2015年
- 普通女高中生要做當地偶像 聖誕特別篇（西深井沙織）

### 剧场版動畫
2010年
- 剧场版“文学少女”（小森／森红乐乐）

2012年
- 勿忘蛛（邊見瑞紀）

2014年
- 偶像大師 劇場版 前往光輝的另一端！（雙海亞美、雙海真美）
- 猛烈宇宙海賊 ABYSS OF HYPERSPACE -超空間的深淵-（無限彼方）

2017年
- 劇場版 妄想學生會（津田琴美）

2021年
- 劇場版 妄想學生會2（津田琴美）

2025年
- 劇場版 世界計畫 崩壞的世界與無法歌唱的初音未來（鏡音鈴、鏡音連[7]）

### 動態漫畫
2013年
- 羞羞女的戀愛考驗（園宮菊花[8]）

### 遊戲
2005年
- 偶像大師系列（雙海亞美、双海真美）

2006年
2007年
- Dear Pianissimo（ぴあの）
- （女魔法師）

2008年
- TWINKLE CRUSADERS（高橋サチホ）

2010年
- IS〈Infinite Stratos〉（凰鈴音）

2011年
- Black Rock Shooter The Game（娜菲）

2012年
- 觸碰戀曲（城之崎佳彌）
- 這間教室被不回家社占領了（櫻江櫻桃）
- （猿渡銀兵衛春臣）

2013年
- 偶像大師 灰姑娘女孩（雙海亞美、雙海真美）
- 偶像大師 百萬人演唱會！（雙海亞美、雙海真美）

2014年
- IS〈Infinite Stratos〉2 Ignition Hearts（凰鈴音）
- 巫女之社（林原千明）

2017年
- 偶像大師 百萬人演唱會！劇場時光（雙海亞美、雙海真美）

2018年
- 超異域公主連結 Re:Dive（茉莉）
- 遊魂2 -you're the only one-（河合艾米麗）
- 碧蓝航线（泛用型布里、试作型布里MKII）

2019年
- 明日方舟    (紅豆、Lancet-2)

2020年
- 偶像大師 星耀季節（雙海亞美[9]、雙海真美[10]）
- 世界計畫 繽紛舞台！ feat.初音未來（鏡音鈴、鏡音連）
- 碧蓝航线（特装型布里MKIII）

2023年
- 寶可夢大師（莎娜）

2025年
- 伊瑟（克洛斯）

### CD
- THE IDOLM@STER MASTERPIECE 03～05
- THE IDOLM@STER MASTERBOX (I+II)
- THE IDOLM@STER MASTERWORK 02～03
- THE IDOLM@STER MASTER ARTIST 05 如月千早、06 雙海亞美、双海真美
- THE IDOLM@STER MASTER LIVE 00・01・03
- THE IDOLM@STER RADIO TOP×TOP!、COLORFUL MEMORIES、歌道場（客串）
- THE IDOLM@STER Your Song
- THE IDOLM@STER Vacation for you!
- THE IDOLM@STER BEST ALBUM 〜MASTER OF MASTER〜
- THE IDOLM@STER MASTER SPECIAL 765 “Colorful Days”
- THE IDOLM@STER MASTER SPECIAL 02 秋月律子 双海亜美/真美
- Fami Song 8BIT☆偶像大師（ファミソン8BIT☆アイドルマスター） 01 高槻やよい／雙海亞美・真美
- Zeiram（ゼイラム）THE LIVE SOUND TRACK〔劇團「CAPSULE兵團」原聲帶主題曲「I Never Lose」演唱〕
- 望月奇遇（タオの月） 原聲帶 ［劇團「CAPSULE兵團」原聲帶主題曲「朋ノ光」演唱］
- Prism（鏡音鈴・連 feat. 下田麻美）

### 廣播劇CD
- 仰望半月的夜空 VOL.2（年輕女人）
- THE IDOLM@STER 廣播劇CD Scene.1～6、NEW STAGE 01～03
- 月神来我家（守护灵露娜）（爱妮）
- 羞羞女的戀愛考驗（園宮菊花[11]）

### 廣播
- 聲優生活向上委員會mini（網上廣播 2005年10月－2006年1月）
- （2007年3月23日－2007年7月27日）

### 其他
- 電腦音樂軟件VOCALOID 2：角色主唱系列「鏡音鈴、連」
- 外語節目配音：
- 彈珠機：
- 七宗罪與罰傲慢章節節錄朗讀（莉莉安娜＝露西芬＝督特里希、艾倫＝阿瓦多尼亞、基爾＝弗里吉斯、夏蒂特＝蘭格雷、瑪麗安＝福塔皮耶、潔兒美諾＝阿瓦多尼亞）